# Alojz Ješelnik
Alojz Ješelnik, slovenski socialni delavec, * ?.
Ješelnik je dolgoletni predsednik Združenja multiple skleroze Slovenije.

## Odlikovanja in nagrade
Leta 1998 je prejel častni znak svobode Republike Slovenije z naslednjo utemeljitvijo: »za dolgoletno nesebično in zaslužno delovanje v Združenju multiple skleroze Slovenije v dobro invalidnih oseb«.